# Seznam slunečních cyklů
Toto je seznam slunečních cyklů (či cyklů zvyšování a snižování počtu slunečních skvrn) sledovaných od roku 1755:
| Číslo cyklu | Začátek       | Ukončení      |
| ----------- | ------------- | ------------- |
| 1           | březen 1755   | červen 1766   |
| 2           | červen 1766   | červen 1775   |
| 3           | červen 1775   | září 1784     |
| 4           | září 1784     | květen 1798   |
| 5           | květen 1798   | prosinec 1810 |
| 6           | prosinec 1810 | květen 1823   |
| 7           | květen 1823   | listopad 1833 |
| 8           | listopad 1833 | červenec 1843 |
| 9           | červenec 1843 | prosinec 1855 |
| 10          | prosinec 1855 | březen 1867   |
| 11          | březen 1867   | prosinec 1878 |
| 12          | prosinec 1878 | březen 1890   |

| Číslo cyklu | Začátek       | Ukončení      |
| ----------- | ------------- | ------------- |
| 13          | březen 1890   | únor 1902     |
| 14          | únor 1902     | srpen 1913    |
| 15          | srpen 1913    | srpen 1923    |
| 16          | srpen 1923    | září 1933     |
| 17          | září 1933     | únor 1944     |
| 18          | únor 1944     | duben 1954    |
| 19          | duben 1954    | říjen 1964    |
| 20          | říjen 1964    | červen 1976   |
| 21          | červen 1976   | září 1986     |
| 22          | září 1986     | květen 1996   |
| 23          | květen 1996   | leden 2008    |
| 24          | leden 2008    | prosinec 2019 |
| 25          | prosinec 2019 | probíhá       |

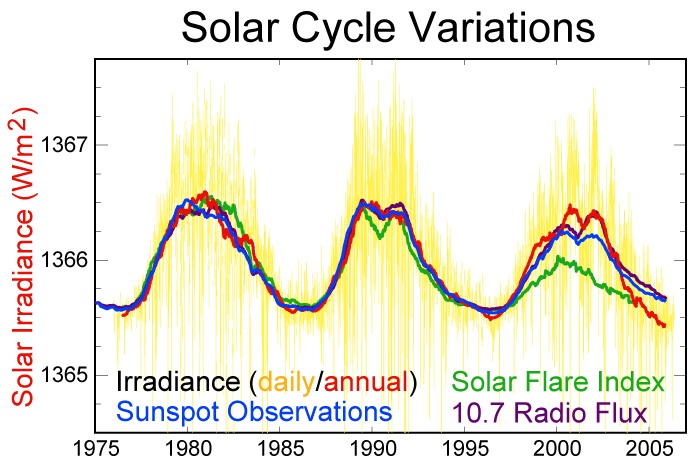
Sluneční cyklus číslo 21 - 23

Nový sluneční cyklus podle definice začíná, když se ve středních slunečních šířkách (kolem 30° severní šířky nebo 30° jižní šířky – Spörerův zákon) vynoří první sluneční skvrny. Tyto skvrny mají opačnou magnetickou polaritu, než skvrny v předchozím slunečním cyklu.